# Ebone
Ne doit pas être confondu avec Ebone (commune).
EBONE (European Backbone, la Dorsale Européenne) était une dorsale Internet pan-européenne. Son activité a débuté en septembre 1992 avant de s'arrêter en juillet 2002. Certaines portions de l'EBONE furent vendues à d'autres entreprises et sont ainsi toujours actives aujourd'hui.

## Historique

### Formation
La première réunion de discussion pour la création d'EBONE eut lieu le 1er septembre 1991, et un an plus tard, le 26 septembre 1992, la dernière portion était achevée, entre Londres et Montpellier.

### Fermeture
En octobre 2001, KPNQwest racheta Global TeleSystems qui était à l'époque propriétaire et opérateur d'EBONE. À la suite de l'explosion de la bulle Internet, KPNQwest déposa le bilan. En juin 2002 il fut annoncé que le centre d'exploitation du réseau allait être fermé et le réseau fut stoppé le 2 juillet 2002.

## Source
- Article traduit de la version anglaise